# Cercle de reflexió

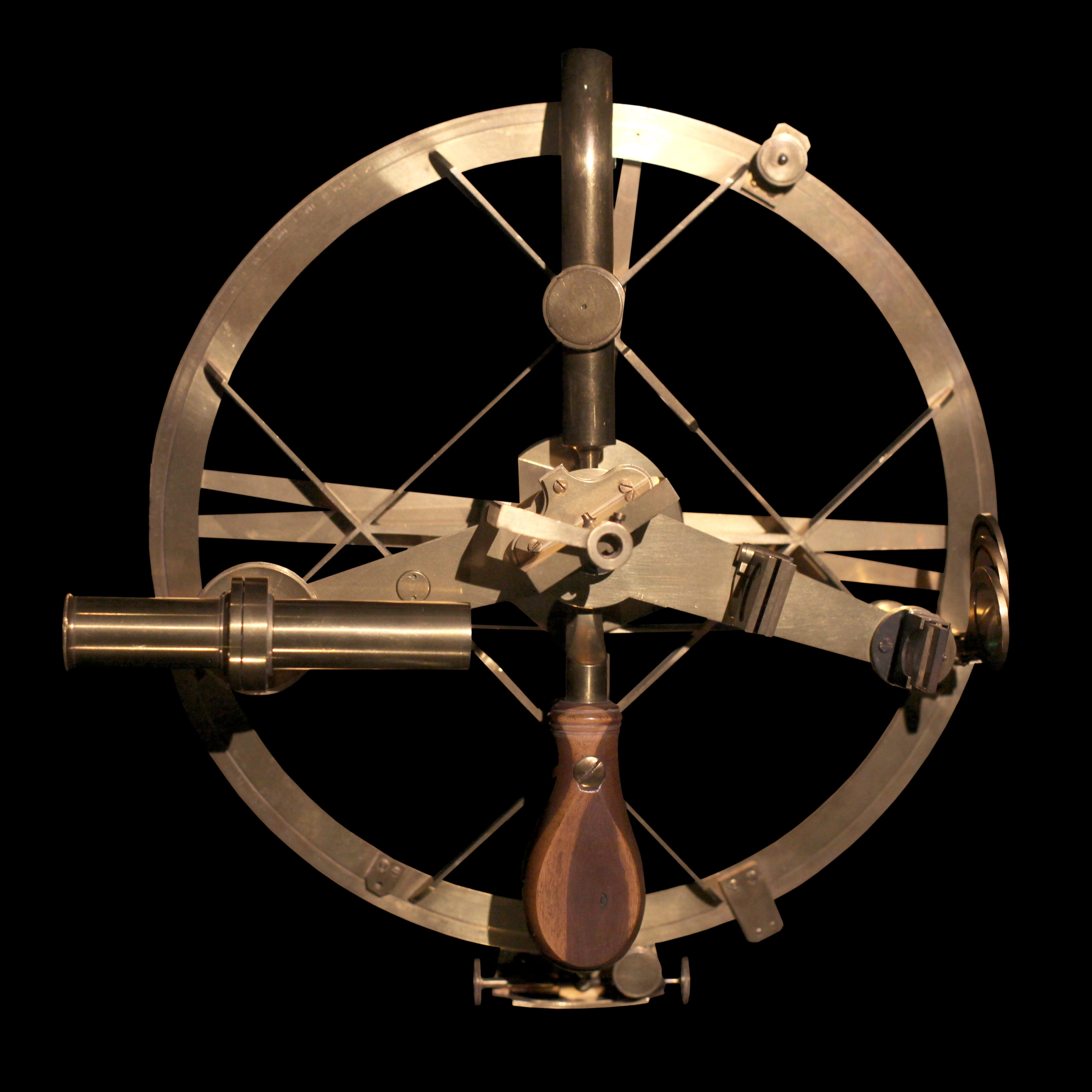
Cercle de reflexió de Mendoça, a l'exhibició del Musée national de la Marine.

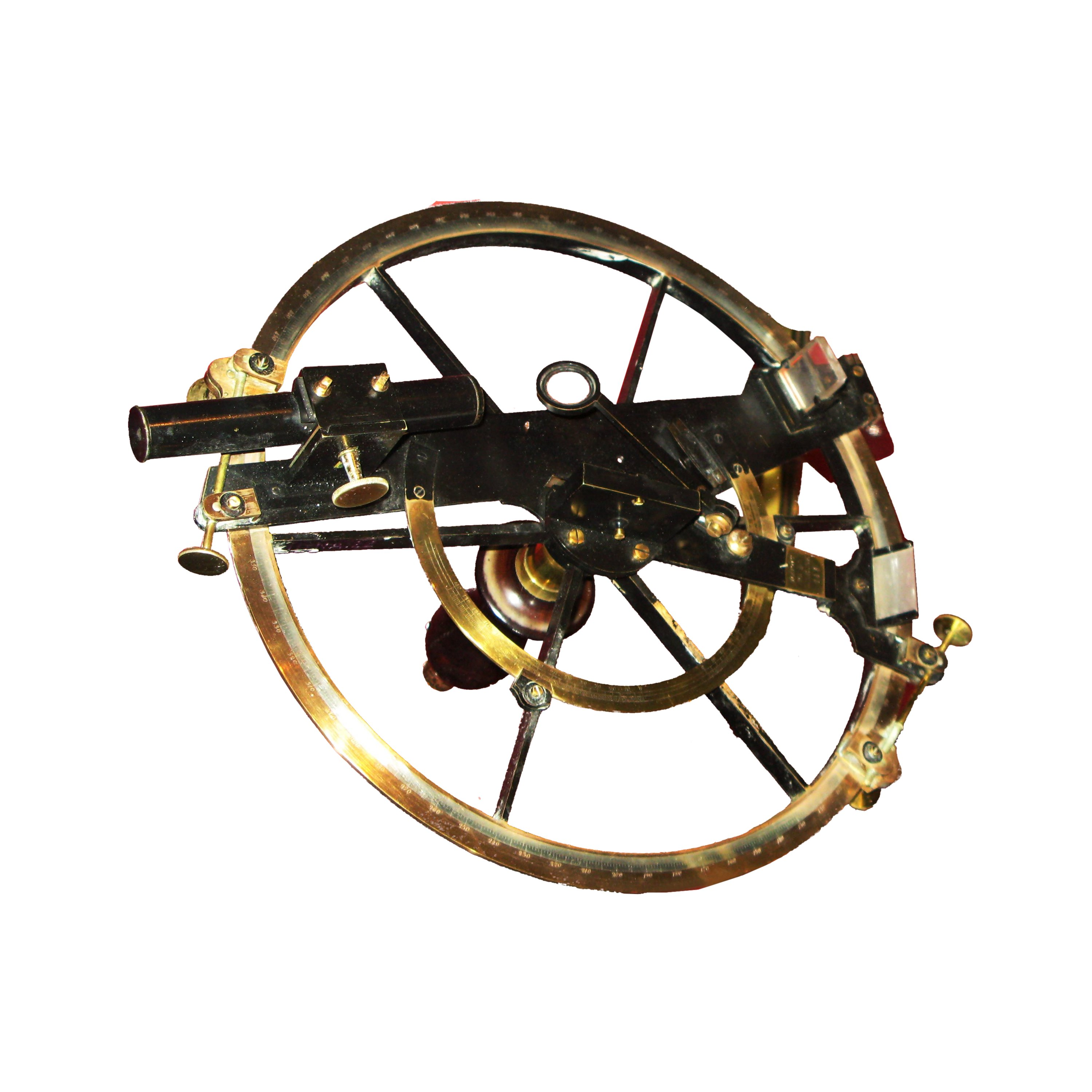
Cercle de reflexió de Borda, a l'exhibició del museu naval de Toulon

El cercle de reflexió es feia servir per a mesurar angles (fins a 180°) entre dos cossos celestes. Cal remarcar que per a mesurar la distància entre dos objectes celestes, en un pla, no hi ha necessitat de llegir un angle més gran de 180° (si A > 180°, es mesura 360°-A), angle que es podria mesurar amb un quadrant de doble reflexió (2x90º = 180°).
El cercle de reflexió va ser necessari perquè en aquell temps la tecnologia per dividir el cercle no tenia prou precisió, i per reduir l'error, en mesures d'angles grans (> 90°), es va pensar en la solució de fer la mitjana de tres lectures seqüencials sobre el cercle, separades uns 90° entre si.

## Història
El Cercle de reflexió va ser inventat per l'alemany geòmetra i astrònom, Tobias Mayer el 1752, amb els detalls publicats el 1767. Va ser un desenvolupament anterior al sextant, motivat per la necessitat de crear un instrument d'agrimensura d'alta qualitat.
El cercle de reflexió és un instrument circular complet graduat fins a 720°. Mayer va presentar una descripció detallada d'aquest instrument a la Junta de longituds i John Bird va fer servir la informació per construir-ne un de setze polzades de diàmetre per a l'avaluació de la Royal Navy. Aquest instrument va ser un dels utilitzats per l'almirall John Campbell, durant la seva avaluació del mètode distàncies lunars. Es diferenciava en el fet que estava graduat fins a 360° i era tan pesant que va haver d'equipar amb un suport que es fixava al cos amb un cinturó. No se'l va considerar millor que l'octant de Hadley i a sobre el seu ús era menys convenient. Com a resultat d'això, Campbell va recomanar la construcció del sextant.
Jean-Charles de Borda va desenvolupar encara més el cercle de reflexió. En va modificar la posició de la mira telescòpica de tal manera que el mirall podria ser utilitzat per a rebre una imatge d'una i altra banda en relació amb el telescopi. Això va eliminar la necessitat d'assegurar-se que els miralls fossin completament paral·lels al zero de la lectura. Això simplificava molt l'ús de l'instrument. Altres millores es van realitzar amb l'ajut d'Etienne Lenoir. Ells dos van perfeccionar l'instrument a la seva forma definitiva el 1777. Aquest instrument va ser tan diferent que se li va donar el nom de cercle de Borda .
José de Mendoza y Ríos va redissenyar el cercle de reflexió de Borda (Londres, 1801). L'objectiu era utilitzar-lo juntament amb les seves taules de Distàncies lunars publicades per la Royal Society (Londres, 1805). Va fer un disseny amb dos cercles concèntrics i un Nònius, donant instruccions de fer una mitjana de tres lectures seqüencials per reduir l'error. Però el motiu principal del poc èxit del sistema de Borda, va ser el fet de no ser sexagessimal, Borda va fer tots el càlculs de les seves taules dividint el cercle en 400º (S.D.: mesos de 3 setmanes de 10 dies, etc., i la unitat d'angle horari de 400º/24h = 16,6666º/h...)
Contra el que mantenen els fans de Harrison, les taules lunars de Mendoza van ser utilitzades gairebé tot el segle xix (fins i tot per les Armades de França i Espanya). Amb l'arribada del telègraf l'any 1904, les ones de ràdio van creuar els oceans, cosa que va permetre sincronitzar els Cronòmetres marins i va ser el final de la navegació per les distàncies lunars.
Edward Troughton va modificar un cop més el cercle de reflexió. Va crear un disseny de tres braços índex i Verniers. Això permetia també fer tres lectures simultànies i treure'n la mitjana per reduir l'error.
Com a instrument de navegació, el cercle de reflexió va ser més popular a la Marina francesa i a l'espanyola que a la British Navy
Un dels instruments derivats del cercle de reflexió és el  cercle de repetició . Inventat per Lenoir, el 1784, Borda i Lenoir el van desenvolupar com un instrument d'aixecament geodèsic. Atès que no es va utilitzar per a les mesures celestes, i que no va fer ús de la doble reflexió, substituït dues mires telescopiques, no era un instrument de reflexió com a tal,. Va adquirir notabilitat al poderse comparar amb el gran teodolit creat pel fabricant d'instruments de renom Jesse Ramsden.